# Landelijke Overleg voor Geneeskundige Studenten Organisaties
Het Landelijke Overleg voor Geneeskundige Studentenorganisaties (LOGSO) is de organisatie waarin de acht faculteitverenigingen van de medische faculteiten in Nederland zijn verenigd.

## Deelnemers
De vaste deelnemers van het LOGSO zijn: 
- Medische Faculteit der Amsterdamsche Studenten (Academisch Medisch Centrum, Amsterdam)
- Medische Faculteitsvereniging VUmc (VU Medisch Centrum, Amsterdam)
- Medische Faculteitsvereniging Panacea (UMCG, Groningen)
- Medische Faculteit der Leidse Studenten (LUMC, Leiden)
- Medische Studievereniging Pulse (MUMC+, Maastricht)
- Medische Faculteits Vereniging Nijmegen (Radboudumc, Nijmegen)
- Medische Faculteits Vereniging Rotterdam (Erasmus MC, Rotterdam)
- Medische Studenten Faculteitsvereniging Utrecht (MSFU) "Sams",[1] (UMC Utrecht)

Ook de International Federation of Medical Students' Associations, afdeling Nederland (IFMSA-NL) wordt iedere vergadering uitgenodigd. De IFMSA heeft echter geen stemrecht in de vergaderingen van het LOGSO. 
Incidenteel worden ook andere partijen uitgenodigd de vergadering bij te wonen.

## Organisatie
Het LOGSO komt, vakanties en feestdagen uitgezonderd, eens in de zes weken bij elkaar. Dit gebeurt meestal in Utrecht. Het voorzitterschap en de notulaire taken worden per vergadering door een andere vereniging verzorgd. MSFU "Sams" beheert het secretariaat.
Tijdens de vergaderingen worden zeer uiteenlopende punten besproken. Meestal hebben deze betrekking op de activiteiten van de faculteitsverenigingen of op de kwaliteit van het onderwijs aan de Nederlandse medische faculteiten. Dit garandeert een efficiënte vorm van kennisuitwisseling. De situatie op alle faculteiten kan direct worden vergeleken, zoals de problematiek bij de invoering van het Bachelor-Master-systeem of de keuze van de beste leverancier voor de literatuur van de duizenden studenten aan de medische faculteiten.
Bijna alle studenten aan de Nederlandse medische faculteiten lid zijn van hun lokale faculteitsvereniging. Het LOGSO behartigt dan ook, waar mogelijk en noodzakelijk, de belangen van deze studenten.

## Inspraak
Het LOGSO treedt op als coördinerend orgaan voor de Stichting Landelijk Medische Gala (Megala) en voor de Stichting Medisch Interfacultair Congres (MIC). Megala en MIC leggen halfjaarlijks hun beleidsplan en begroting voor aan het LOGSO tee controle.